# Conselho de Ministros (Portugal)
O Conselho de Ministros é um órgão colegial do Governo de Portugal, presidido ordinariamente pelo Primeiro-Ministro, no qual têm assento todos os ministros, bem como os secretários de Estado que o Primeiro-Ministro entenda convocar.
Extraordinariamente pode o Conselho de Ministros ser presidido pelo Presidente da República a pedido do Primeiro-Ministro.
O Conselho de Ministros discute e aprova decretos-lei, decretos regulamentares e demais decretos do Governo, bem como propostas de lei e pedidos de autorização legislativa (autorização para aprovar decretos-lei em matérias da reserva legislativa relativa do Parlamento) junto da Assembleia da República, e ainda resoluções que executam nomeações para determinados cargos políticos ou definem a política do Governo para determinada área.
Durante a Primeira República e durante a Ditadura Nacional o chefe de governo era apelidado de "Presidente do Ministério". Durante a monarquia constitucional e o Estado Novo (Segunda República Portuguesa) o chefe de governo era conhecido por "Presidente do Conselho de Ministros" e, na atual república portuguesa, o chefe de governo é conhecido por "Primeiro-Ministro".

## Atual Conselho de Ministros
O Conselho de Ministros, desde 5 de junho de 2025, é constituído por:
| n.º | Cargo | Cargo                                                  | Ministro(a) | Ministro(a)                    | Partido                  | Início do mandato  | Fim do mandato |
| --- | ----- | ------------------------------------------------------ | ----------- | ------------------------------ | ------------------------ | ------------------ | -------------- |
| 1   |       | Primeiro-Ministro                                      |             | Luís Montenegro                | Partido Social Democrata | 5 de junho de 2025 | Presente       |
| 2   |       | Ministro de Estado e dos Negócios Estrangeiros         |             | Paulo Rangel                   | Partido Social Democrata | 5 de junho de 2025 | Presente       |
| 3   |       | Ministro de Estado e das Finanças                      |             | Joaquim Miranda Sarmento       | Partido Social Democrata | 5 de junho de 2025 | Presente       |
| 4   |       | Ministro da Presidência                                |             | António Leitão Amaro           | Partido Social Democrata | 5 de junho de 2025 | Presente       |
| 5   |       | Ministro da Economia e da Coesão Territorial           |             | Manuel Castro Almeida          | Partido Social Democrata | 5 de junho de 2025 | Presente       |
| 6   |       | Ministro Adjunto e da Reforma do Estado                |             | Gonçalo Saraiva Matias         | Independente             | 5 de junho de 2025 | Presente       |
| 7   |       | Ministro dos Assuntos Parlamentares                    |             | Pedro Duarte                   | Partido Social Democrata | 5 de junho de 2025 | Presente       |
| 8   |       | Ministro da Defesa Nacional                            |             | Nuno Melo                      | CDS – Partido Popular    | 5 de junho de 2025 | Presente       |
| 9   |       | Ministro das Infraestruturas e da Habitação            |             | Miguel Pinto Luz               | Partido Social Democrata | 5 de junho de 2025 | Presente       |
| 10  |       | Ministra da Justiça                                    |             | Rita Júdice                    | Independente             | 5 de junho de 2025 | Presente       |
| 11  |       | Ministra da Administração Interna                      |             | Maria Lúcia Amaral             | Independente             | 5 de junho de 2025 | Presente       |
| 12  |       | Ministro da Educação, Ciência e Inovação               |             | Fernando Alexandre             | Independente             | 5 de junho de 2025 | Presente       |
| 13  |       | Ministra da Saúde                                      |             | Ana Paula Martins              | Partido Social Democrata | 5 de junho de 2025 | Presente       |
| 14  |       | Ministra do Trabalho, Solidariedade e Segurança Social |             | Maria do Rosário Palma Ramalho | Independente             | 5 de junho de 2025 | Presente       |
| 15  |       | Ministra do Ambiente e Energia                         |             | Graça Carvalho                 | Partido Social Democrata | 5 de junho de 2025 | Presente       |
| 16  |       | Ministério da Cultura, Juventude e Desporto            |             | Margarida Balseiro Lopes       | Partido Social Democrata | 5 de junho de 2025 | Presente       |
| 17  |       | Ministro da Agricultura e Mar                          |             | José Manuel Fernandes          | Partido Social Democrata | 5 de junho de 2025 | Presente       |